# Piadas políticas russas
As piadas políticas russas fazem parte do humor russo e podem ser agrupadas nos principais períodos de tempo: Rússia Imperial, União Soviética e, finalmente, Rússia pós-soviética. No período soviético as piadas políticas eram uma forma de protesto social, zombando e criticando os líderes, o sistema e sua ideologia, mitos e ritos. Alguns temas políticos podem ser encontrados entre outras categorias padrão das piadas russas, principalmente as piadas de Rabinovich e a Rádio Yerevan.

## Rússia Imperial
Na Rússia Imperial, a maioria das piadas políticas era do tipo polido que circulava na sociedade educada. Poucas das piadas políticas da época foram registradas, mas algumas foram impressas em uma antologia alemã de 1904.
- Um homem teria dito: "Nikolay é um idiota!" e foi preso por um policial. "Não, senhor, não quis dizer nosso respeitado imperador, mas outro Nikolay!" - "Não tente me enganar: se você diz 'idiota', obviamente está se referindo ao nosso czar!"
- Um comerciante respeitado, Sevenassov (Semizhopov no original russo), quer mudar seu sobrenome e pede permissão ao czar. O czar dá sua decisão por escrito: "Permitido subtrair dois burros".

Havia também numerosos Chastushki (canções tradicionais russas) com temas políticos na Rússia Imperial.
Em Fogo Pálido, de Vladimir Nabokov, o autor fictício do "Prólogo", Charles Kinbote, cita a seguinte piada russa:
- Um relato de jornal sobre a coroação de um czar russo tinha, em vez de "korona" (coroa), o erro de impressão "vorona" (corvo), e quando no dia seguinte isso foi "corrigido" com desculpas, foi impresso incorretamente uma segunda vez como "korova" (vaca).

Ele comenta sobre o estranho paralelismo linguístico entre a língua inglesa "crown-crow-cow" ("coroa-corvo-vaca") e a russa "korona-vorona-korova".

## União Soviética
Na União Soviética, contar piadas políticas poderia ser considerado um tipo de esporte radical: de acordo com a Artigo 58 (Código Penal RSFSR), "propaganda anti-soviética" era um crime potencialmente capital.
- Um juiz sai de seu gabinete rindo muito. Um colega se aproxima dele e pergunta por que ele está rindo. "Acabei de ouvir a piada mais engraçada do mundo!" "Bem, vá em frente, me diga!" diz o outro juiz. "Não posso – Acabei de dar a alguém dez anos por isso!"
- "Quem construiu o Canal do Mar Branco?" – “A margem esquerda foi construída por quem contou as piadas, e a margem direita por quem ouviu.”[4]

Ben Lewis afirma que as condições políticas na União Soviética foram responsáveis pelo humor único produzido lá; segundo ele, "o comunismo era uma máquina de produzir humor. Suas teorias econômicas e sistema de repressão criaram situações inerentemente divertidas. Houve piadas sobre o fascismo e os nazistas também, mas esses sistemas não criaram uma realidade absurda e ridícula como o comunismo."

### Tempos pregressos soviéticos
As piadas dessa época têm um certo valor histórico, retratando o caráter da época quase tão bem quanto romances longos.
- Meia-noite em Petrogrado... Uma sentinela noturna de Guardas Vermelhos avista uma sombra tentando se esgueirar. "Pare! Quem vai lá? Documentos!" A pessoa assustada remexe caoticamente nos bolsos e deixa cair um papel. O chefe dos Guardas o pega e lê devagar, com dificuldade: "A.ná.li.se de u.ri.na"... "Hmm... um estrangeiro, me parece..." "Um espião, parece... Vamos atirar nele no local!" Então ele lê mais: "'Proteínas: nenhuma, Açúcares: nenhuma, Gorduras: nenhuma.' Você está liberado, camarada proletário! Viva a revolução mundial!"[6]

### O comunismo
De acordo com a teoria marxista-leninista, o comunismo em sentido estrito é o estágio final de evolução de uma sociedade depois de ter passado pelo estágio do socialismo. A União Soviética assim se apresentou como um país socialista tentando construir o comunismo, que deveria ser uma sociedade sem classes.
- O princípio do capitalismo de estado do período de transição para o comunismo: as autoridades fingem que estão pagando salários, os trabalhadores fingem que estão trabalhando. Alternativamente, "Enquanto os patrões fingirem que nos pagam, fingiremos que trabalhamos". Essa piada persistiu essencialmente inalterada durante a década de 1980.

Versos satíricos e paródias zombavam dos slogans oficiais da propaganda soviética.
- "Lênin morreu, mas sua causa continua viva!" (Um slogan real.)

Variante nº 1 da piada: Rabinovich observa: "Eu preferiria o contrário."
Variante #2: "Que coincidência: Brezhnev morreu, mas seu corpo continua vivo". (Uma alusão à debilidade mental de Brezhnev juntamente com a protelação de sua morte com assistência médica. O efeito cômico adicional na segunda variante é produzido pelo fato de que as palavras "causa" (delo) e "corpo" (telo) rimam em russo.)
- Lênin cunhou um slogan sobre como o comunismo seria alcançado graças ao poder político dos sovietes e à modernização da indústria e da agricultura russas: "O comunismo é o poder soviético mais a eletrificação de todo o país!" O slogan foi submetido a um escrutínio matemático pelo povo: "Consequentemente, o poder soviético é o comunismo menos a eletrificação, e a eletrificação é o comunismo menos o poder soviético."
- Um chastushka ridicularizando a tendência de elogiar o Partido a torto e a direito:

O inverno passou,
O verão está aqui.
Por isso agradecemos
Nosso querido partido!
Russo:
Прошла зима,
настало лето.
Спасибо партии
за это!
(Proshla zima, nastalo leto / Spasibo partii za eto! )
- Um velho bolchevique diz a outro: "Não, meu amigo, não viveremos o suficiente para ver o comunismo, mas nossos filhos... nossos pobres filhos!" (Uma alusão ao slogan "Nossas crianças viverão no comunismo!")

Algumas piadas aludem a noções há muito esquecidas. Essas relíquias ainda são engraçadas, mas podem parecer estranhas.
- P: Haverá KGB no comunismo?

R: Como você sabe, sob o comunismo, o Estado será abolido, junto com seus meios de repressão. As pessoas saberão se prender.
A versão original era sobre a Cheka. Para apreciar plenamente essa piada, uma pessoa deve saber que durante a época da Cheka, além da tributação padrão a que os camponeses estavam sujeitos, estes eram frequentemente forçados a realizar samooblozhenie ("auto-tributação") – depois de entregar uma quantidade normal de produtos agrícolas, os camponeses prósperos, especialmente os declarados kulaks, deveriam entregar "voluntariamente" a mesma quantidade novamente; às vezes até o "samooblozhenie dobrado" foi aplicado.
- Fazenda coletiva

P: Como você lida com os ratos no Kremlin?
R: Coloque uma placa dizendo "fazenda coletiva". Então metade dos ratos morrerá de fome e o resto fugirá.
Essa piada é uma alusão às consequências da política de coletivização seguida por Josef Stálin entre 1928 e 1933.
- Fome soviética de 1930-1933

P: O que significa quando há comida na cidade, mas não há comida no país?
R: Um desvio trotskista de esquerda.
P: O que significa quando há comida no campo, mas não há comida na cidade?
R: Desvio bucarinita de direita.
P: O que significa quando não há comida no campo e não há comida na cidade?
R: A correta aplicação da linha geral [do Partido].
P: E o que significa quando há comida tanto no campo quanto na cidade?
R: Os horrores do capitalismo.
Esta é outra piada sobre como as consequências da coletivização foram desastrosas para o abastecimento de alimentos da Rússia, como Trotsky queria tratar os camponeses duramente para elevar os trabalhadores, Bukharin vice-versa, e como os países capitalistas ainda estavam se saindo bem apesar disso.

### Gulag
- "Três presos do gulag estão contando uns aos outros o que eles estão fazendo. O primeiro diz: 'Eu estava cinco minutos atrasado para o trabalho e eles me acusaram de sabotagem'. O segundo diz: 'Para mim foi exatamente o contrário: cheguei cinco minutos adiantado para o trabalho e me acusaram de espionagem'. O terceiro diz: 'Cheguei ao trabalho na hora certa, e eles me acusaram de prejudicar a economia soviética ao adquirir um relógio em um país capitalista.'"[9]
- Três homens estão sentados em uma cela na Praça Dzerzhinsky (sede da KGB). O primeiro pergunta ao segundo por que ele foi preso, o qual responde: "Porque eu critiquei Karl Radek". O primeiro homem responde: "Mas estou aqui porque falei a favor de Radek!" Eles se voltam para o terceiro homem que estava sentado quieto no fundo e perguntam por que ele está na prisão. Ele responde: "Eu sou Karl Radek."
- " Lubyanka (sede da KGB) é o prédio mais alto de Moscou. Você pode ver a Sibéria de seu porão."
- A Rádio Armênia foi questionada: "É verdade que as condições em nossos campos de trabalho são excelentes?" A Rádio Armênia responde: "É verdade. Há cinco anos, um ouvinte nosso levantou a mesma questão e foi supostamente enviado a um para investigar o assunto. Ele ainda não voltou; dizem-nos que ele gostou de lá."
- "Camarada Brezhnev, é verdade que você coleciona piadas políticas?" – "Sim" – "E quantos você coletou até agora?" – "Três campos de trabalho e meio." (Compare com uma piada semelhante da Alemanha Oriental sobre a Stasi.)
- Um recém-chegado ao Gulag é questionado: "Por que você recebeu dez anos?" – "Por nada!" – "Não minta para nós aqui, agora! Todo mundo sabe que 'por nada' são três anos." (Esta piada foi relatada nos tempos anteriores ao Grande Expurgo. Mais tarde, "por nada" foi elevado para cinco e até dez anos.)[10]

#### Arquipélago Gulag
O livro de Alexander Solzhenitsyn Arquipélago Gulag tem um capítulo intitulado "Zeks como uma Nação", que é um ensaio etnográfico simulado destinado a "provar" que os habitantes do Arquipélago Gulag constituem uma nação separada de acordo com "a única definição científica de nação dada pelo camarada Stalin". Como parte desta pesquisa, Solzhenitsyn analisa o humor dos zeks (prisioneiros do gulag). Alguns exemplos:
- "Ele foi sentenciado a três anos, cumpriu cinco, e então teve sorte e foi solto antes do tempo." (A piada alude à prática comum descrita por Solzhenitsyn de estender arbitrariamente o prazo de uma sentença ou adicionar novas acusações.) Na mesma linha, quando alguém pedia mais de alguma coisa, por exemplo, mais água fervida em um copo, a resposta típica era: "O promotor vai lhe dar mais!" (Em russo: "Прокурор добавит!" )
- "É difícil estar no gulag?" – "Apenas nos primeiros dez anos."
- Quando a pena de um quarto de século se tornou a sentença padrão por violar o Artigo 58, o comentário de piada padrão para os recém-sentenciados era: "OK, agora 25 anos de vida estão garantidos para você!"

### A Rádio Armênia
As piadas da Rádio Armênia ou "Rádio Yerevan" têm o formato "pergunte-nos o que quiser, responderemos o que quisermos". Eles fornecem respostas rápidas ou ambíguas a perguntas sobre política, commodities, economia ou outros assuntos que eram tabus durante a era comunista. As perguntas e respostas desta estação de rádio fictícia são conhecidas mesmo fora da Rússia.
- P: Qual é a diferença entre um conto de fadas capitalista e um conto de fadas marxista?

R: Um conto de fadas capitalista começa assim: "Era uma vez..." Um conto de fadas marxista começa: "Algum dia haverá..."
- P: É verdade que existe liberdade de expressão na URSS, assim como nos EUA?

R: Sim. Nos EUA, você pode ficar em frente à Casa Branca em Washington, DC, e gritar "Abaixo Ronald Reagan" e não será punido. Da mesma forma, você também pode ficar na Praça Vermelha em Moscou e gritar "Abaixo Ronald Reagan" e não será punido.
- P: Qual é a diferença entre as Constituições dos EUA e da URSS? Ambos garantem a liberdade de expressão.

R: Sim, mas a Constituição dos EUA também garante a liberdade após a expressão.
- P: É verdade que a União Soviética é o país mais progressista do mundo?

R: Claro! A vida já era melhor ontem do que será amanhã!

### Figuras políticas
- Vladimir Lênin, á, Nikita Khrushchev e Leonid Brezhnev estão todos viajando juntos em um vagão de trem. Inesperadamente, o trem pára. Lênin sugere: "Talvez devêssemos anunciar um subbotnik, para que os trabalhadores e camponeses resolvam o problema." Stalin põe a cabeça para fora da janela e grita: "Se o trem não começar a andar, o maquinista será fuzilado!" (uma alusão ao Grande Expurgo). Mas o trem não começa a se mover. Khrushchev então grita: "Vamos pegar os trilhos de trás do trem e usá-los para colocar os trilhos na frente" (uma alusão às várias reorganizações de Khrushchev). Mas ainda assim o trem não se move. Então Brezhnev diz: "Camaradas, camaradas, vamos fechar as cortinas, ligar o gramofone e fingir que estamos nos movendo!" (uma alusão ao período de estagnação de Brezhnev). Uma continuação posterior disso mostra Mikhail Gorbachev dizendo: "Estávamos indo na direção errada de qualquer maneira!" e mudando a direção do trem (aludindo às suas políticas de glasnost e perestroika), e Boris Yeltsin conduzindo o trem para fora dos trilhos e por um campo (alusão à dissolução da União Soviética).

#### Lênin

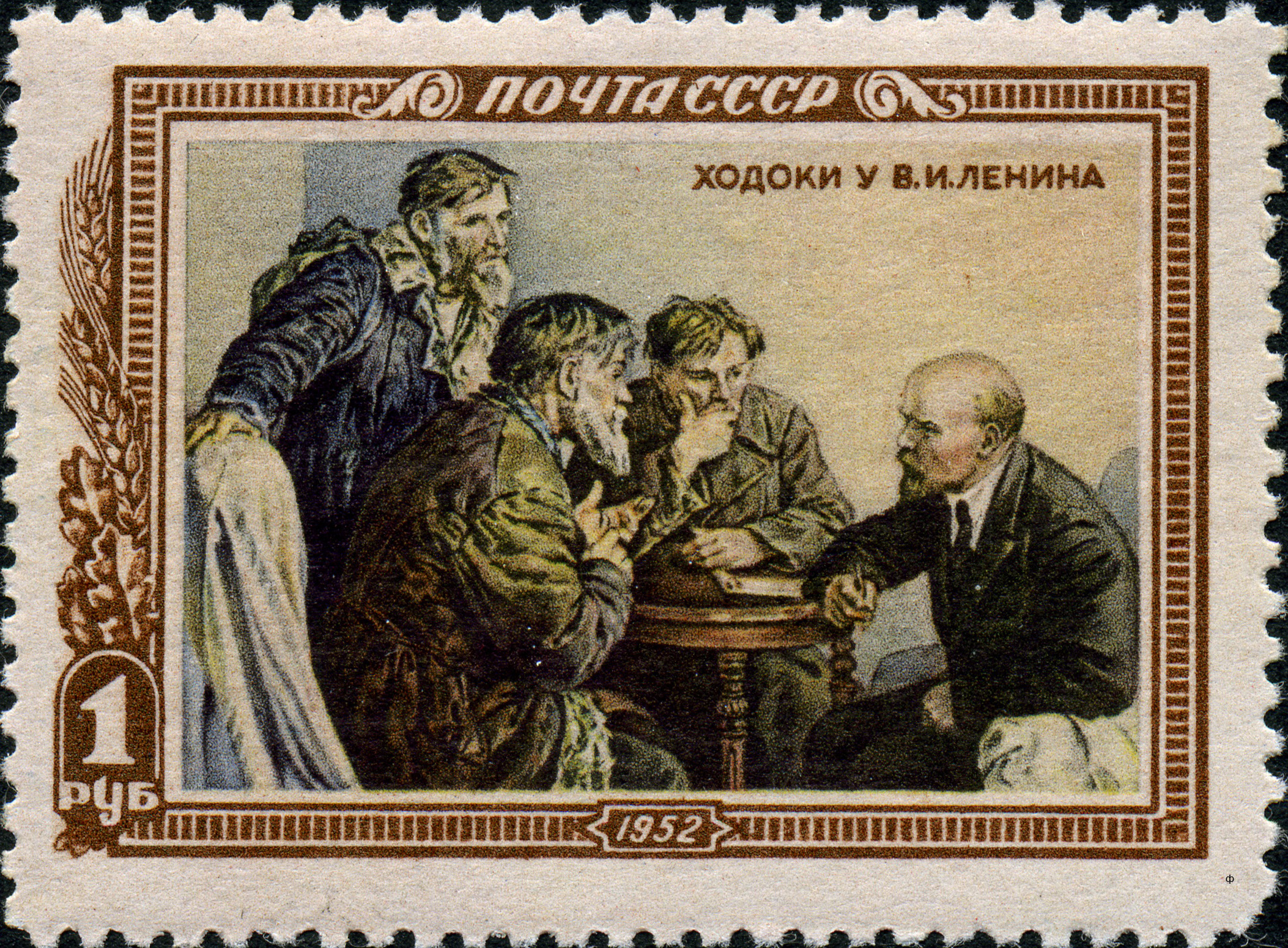
Um grupo de khodoki (peticionários) vem fazer um pedido a Lênin; essas reuniões eram frequentemente retratadas em histórias de propaganda sobre Lênin e em piadas que zombavam dessas histórias.

As piadas sobre Vladimir Lênin, o líder da Revolução Russa de 1917, tipicamente zombavam de características popularizadas pela propaganda: sua suposta bondade, seu amor pelas crianças (Lênin nunca teve filhos), sua natureza generosa, seus olhos gentis, etc. Conseqüentemente, em piadas, Lênin é frequentemente descrito como sorrateiro e hipócrita. Uma estrutura de piada popular é Lênin interagindo com o chefe da polícia secreta, Félix Edmundovich Dzerzhinsky, no Instituto Smolny, sede do governo comunista revolucionário em Petrogrado, ou com khodoki, camponeses que vieram ver Lenin.
- Durante a fome da guerra civil, uma delegação de camponeses famintos chega ao Smolny, querendo fazer uma petição. "Começamos até a comer capim como os cavalos", diz um camponês. "Em breve começaremos a relinchar como cavalos!" "Calma! Não se preocupem!" diz Lênin de forma tranqüilizadora. "Estamos bebendo chá com mel aqui e não estamos zumbindo como abelhas, estamos?"
- (Sobre a onipresente propaganda de Lênin): Um grupo de jardim de infância está passeando em um parque e eles vêem um bebê lebre. São crianças da cidade que nunca viram uma lebre. "Você sabe quem é esse?" pergunta a professora. Ninguém sabe. "Vamos, crianças", diz a professora, "Ele é um personagem de muitas das histórias, canções e poemas que estamos sempre lendo." Finalmente, uma criança descobre a resposta, acaricia a lebre e diz com reverência: "Então é assim que você é, vovô Lênin!"
- Um dia, Lênin está se barbeando do lado de fora de sua datcha com uma navalha antiquada quando uma criança se aproxima dele. "Avô Lênin", a criança diz ansiosamente. "Dá o fora!" responde o pai da revolução russa. Que homem gentil: afinal, ele poderia ter cortado a garganta do garoto.
- Um artista é contratado para criar uma pintura celebrando a amizade soviético-polonesa, a ser chamada de "Lênin na Polônia". Quando a pintura é revelada no Kremlin, os convidados ficam boquiabertos; a pintura retrata Nadezhda Krupskaya (esposa de Lênin) nua na cama com Leon Trotsky. Um convidado pergunta: "Mas isso é uma farsa! Onde está Lênin?" Ao que o pintor responde: "Lênin está na Polônia" (a piada capitaliza no título do filme real, Lênin na Polônia).

#### Stalin

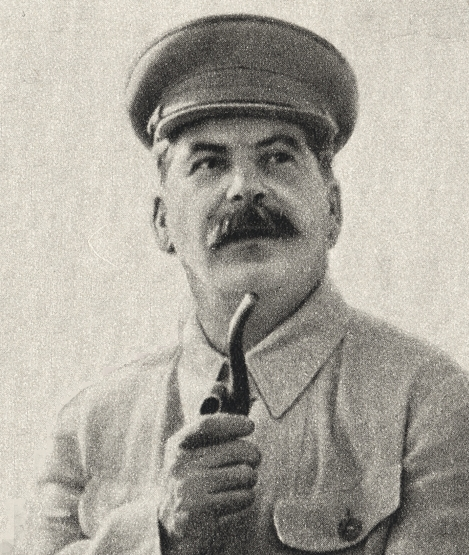
Josef Stalin

As piadas sobre Stalin geralmente se referem à sua paranóia e desprezo pela vida humana. As palavras de Stálin são normalmente pronunciadas com um forte sotaque georgiano.
- Stalin assiste à estreia de um filme de comédia soviético. Ele ri e sorri ao longo do filme, mas depois que termina ele diz: "Bem, eu gostei da comédia. Mas aquele palhaço tinha um bigode igual ao meu. Atire nele." Todos ficam sem palavras, até que alguém sugere timidamente: "Camarada Stalin, talvez o ator raspe o bigode?" Stalin responde: "Boa ideia! Primeiro faça a barba, depois atire!" / "Ou ele pode fazer a barba."
- Stalin lê seu relatório ao Congresso do Partido. De repente, alguém espirra. "Quem espirrou?" Silêncio. "Primeira linha! De pé! Atire neles!" Eles são baleados e ele pergunta novamente: "Quem espirrou, camaradas?" Nenhuma resposta. "Segunda linha! De pé! Atire neles!" Eles são baleados também. "Bem, quem espirrou?" Por fim, um grito soluçante ressoa no Salão do Congresso: "Fui eu! Eu!" Stalin diz: "Saúde, camarada!" e retoma seu discurso.[13]
- Uma secretária (em algumas versões, Alexander Poskrebyshev) está do lado de fora do Kremlin quando o marechal Zhukov sai de uma reunião com Stalin, e ela o ouve murmurar baixinho: "Bigode assassino!" Ela corre para ver Stalin e relata sem fôlego: "Acabei de ouvir Zhukov dizer 'bigode assassino'!" Stalin dispensa a secretária e manda chamar Zhukov, que volta. "Quem você tem em mente com 'bigode assassino'?" pergunta Stalin. "Ora, Josef Vissarionovich, Hitler, é claro!" Stalin agradece, dispensa-o e liga de volta para a secretária. "E de quem você pensou que ele estava falando?"
- Uma velha teve que esperar duas horas para entrar no ônibus. Ônibus após ônibus chegaram cheios de passageiros, e ela também não conseguiu se espremer. Quando ela finalmente conseguiu subir a bordo de um deles, ela enxugou a testa e exclamou: "Finalmente, glória a Deus!" O motorista disse: "Mãe, você não deve dizer isso. Você deve dizer 'Glória ao camarada Stalin!'" "Com licença, camarada", respondeu a mulher. "Eu sou apenas uma velha atrasada. De agora em diante, direi o que você me disse”. Depois de um tempo, ela continuou: "Desculpe-me, camarada, estou velha e estúpida. O que direi se, Deus me livre, Stalin morrer?" "Bem, então você pode dizer: 'Glória a Deus!'"[12]
- Em um desfile de 1.º de maio, um judeu muito idoso carrega um cartaz que diz: "Obrigado, camarada Stalin, por minha infância feliz!" Um representante do Partido aborda o velho. "O que é isso? Você está zombando do nosso partido? Todos podem ver que quando você era criança, o camarada Stalin ainda não havia nascido!" O velho responde: "É exatamente por isso que sou grato a ele!"[12]
- Staálin perde seu cachimbo favorito. Em poucos dias, Lavrenti liga para Stalin: "Você encontrou seu cachimbo?" "Sim", responde Stalin. "Encontrei debaixo do sofá." "Isto é impossível!" exclama Beria. "Três pessoas já confessaram este crime!"[14]
- Roosevelt e Stalin estão em reunião. Roosevelt diz: "Uma coisa bonita sobre a América é que temos liberdade de expressão. Isso significa que qualquer um pode ficar na frente da Casa Branca e dizer: 'Roosevelt é um merda' e ninguém prestaria atenção." Stalin diz: "Também temos liberdade de expressão na União Soviética. Qualquer um pode ficar na frente do Kremlin e dizer: 'Roosevelt é um merda' e ninguém piscaria."

#### Khrushchev

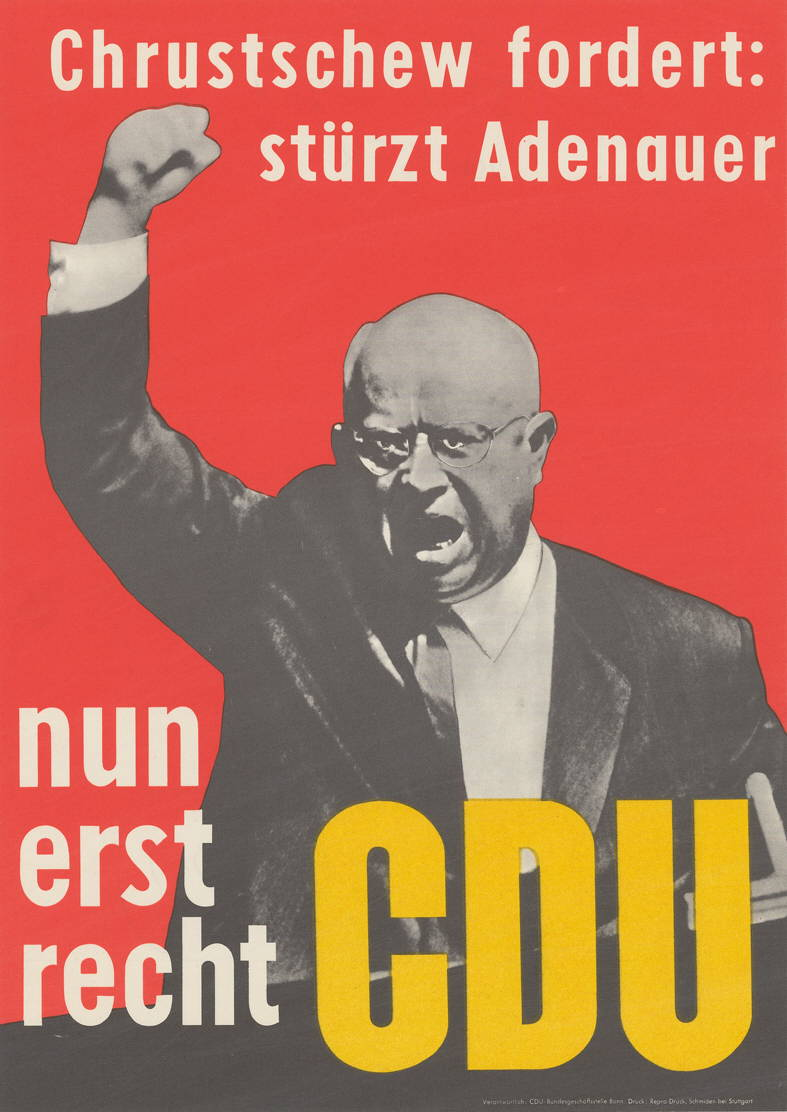
"Exigências de Khrushchev: derrubar Adenauer; agora mais do que nunca CDU."

As piadas sobre Nikita Khrushchev geralmente se relacionam com suas tentativas de reformar a economia, especialmente para introduzir o milho. Ele até foi chamado de kukuruznik ("homem do milho"). Outras piadas abordam as quebras de safra resultantes de sua má gestão da agricultura, suas inovações na arquitetura urbana, seu confronto com os EUA ao importar bens de consumo americanos, suas promessas de construir o comunismo em 20 anos ou simplesmente sua calvície e modos rudes. Ao contrário de outros líderes soviéticos, em piadas, Khrushchev é sempre inofensivo.
- Khrushchev visitou uma fazenda de porcos e foi fotografado lá. Na redação do jornal, está em andamento uma discussão sobre como legendar a foto. "Camarada Khrushchev entre os porcos", "Camarada Khrushchev e os porcos" e "Porcos cercam o camarada Khrushchev" são todos rejeitados como politicamente ofensivos. Finalmente, o editor anuncia sua decisão: "Terceiro da esquerda – camarada Khrushchev."[12]
- Por que Khrushchev foi derrotado? Por causa dos Sete "C"s: Culto à personalidade, Comunismo, China, Crise cubana, Milho e Mãe de Cuzka (em russo, são os sete "K"s). "Mostrar a alguém a mãe de Cuzka " é uma expressão russa que significa "dar trabalho a alguém". Khrushchev usou esta frase durante um discurso na Assembleia Geral das Nações Unidas, alegadamente referindo-se ao teste da Tsar Bomba sobre Novaya Zemlya.)
- Khrushchev, cercado por seus ajudantes e guarda-costas, examina uma exposição de arte. "O que diabos é esse círculo verde com manchas amarelas por toda parte?" ele perguntou. Seu ajudante respondeu: "Esta pintura, camarada Khrushchev, retrata nossos heróicos camponeses lutando pelo cumprimento do plano de produzir duzentos milhões de toneladas de grãos." "Ah-h… E o que é esse triângulo preto com listras vermelhas?" "Esta pintura mostra nossos heróicos trabalhadores industriais em uma fábrica." "E o que é essa bunda gorda com orelhas?" "Camarada Khrushchev, isso não é uma pintura, é um espelho." (A piada faz alusão ao Caso Manège, a estrondosa denúncia de Khrushchev da arte moderna em uma exposição no Manège de Moscou.)

#### Brejnev

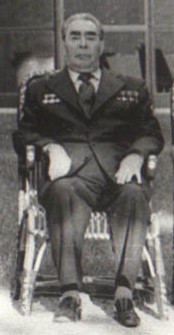
Leonid Brezhnev.

Leonid Brezhnev foi descrito como estúpido, senil, sempre lendo seus discursos no papel e propenso a delírios de grandeza.
- "Leonid Ilyich está em cirurgia." / "Seu coração de novo?" / "Não, cirurgia de expansão torácica, para abrir espaço para mais uma medalha da Estrela de Ouro." Isso faz referência à elaborada coleção de prêmios e medalhas de Brezhnev.
- No início da manhã, Brezhnev olhou para o céu e sorriu para o sol. De repente, o Sol disse: "Bom dia, querido Leonid Ilyich." Espantado e feliz, Brezhnev disse aos membros do Politburo que até o sol o conhecia e o cumprimentou pessoalmente. Os homens do Politburo estavam céticos, mas guardaram suas dúvidas para si mesmos. Perto da noite, Brezhnev disse a eles: "Vejo que vocês não confiam em minha palavra. Vamos lá fora e eu vou te mostrar!" Eles saíram e Brezhnev disse ao sol que já estava baixo: "Meu querido Sol, boa noite." O Sol respondeu: "Vá pro inferno, seu velho idiota." "O que é isso?" Brezhnev gritou com raiva. "Você sabe com quem está falando?" "Eu não dou a mínima", disse o Sol. "Já estou no Ocidente, faço o que quero!"
- Durante a visita de Brezhnev à Inglaterra, a primeira-ministra Thatcher perguntou ao convidado: "Qual é a sua atitude em relação a Churchill?" "Quem é Churchill?" disse Brezhnev. De volta à embaixada, o enviado soviético disse: "Parabéns, camarada Brezhnev, você colocou Thatcher no lugar dela. Ela não fará mais perguntas estúpidas." "E quem é Thatcher?" disse Brejnev.
- Um assessor diz a Brezhnev: "Camarada secretário-geral, você usa hoje um sapato preto e o outro marrom." "Sim", responde Brezhnev, "eu mesmo notei." "Por que você não mudou?" "Veja, eu fui me trocar, mas quando olhei no armário, também havia um sapato marrom e outro preto." Isso se refere à senilidade de Brezhnev.
- Nas Olimpíadas de 1980, Brezhnev inicia seu discurso. "Ó!" — aplausos. "Ó!" — uma ovação. "Ó!!!" — todo o público se levanta e aplaude. Um assessor chega correndo ao pódio e sussurra: "Leonid Ilyich, esses são os anéis do logotipo olímpico, você não precisa ler todos eles!"
- Encontrando um líder estrangeiro no aeroporto, Brezhnev começa a ler seu discurso preparado: "Querida e muito respeitada Sra. Gandhi..." Um assessor vem correndo para o pódio e sussurra: "Leonid Ilyich, é Margaret Thatcher". Brezhnev ajeita os óculos e recomeça: "Querida e muito respeitada Sra. Gandhi..." O assessor o interrompe novamente, dizendo: "Leonid Ilyich, é a Margaret Thatcher! Olhe!" "Eu sei que é Margaret Thatcher", responde Brezhnev, "mas este discurso diz que é Indira Gandhi!"
- Após um discurso, Brezhnev confronta seu redator de discursos. "Pedi um discurso de 15 minutos, mas o que você me deu durou 45 minutos!" O redator do discurso responde: "Eu lhe dei três cópias..."
- Alguém bate na porta do escritório de Brezhnev. Brejnev caminha até a porta, coloca os óculos no nariz, tira um pedaço de papel do bolso e lê: "Quem está aí?"
- "Leonid Ilitch! ..." / "Vamos lá, sem formalidades entre camaradas. Apenas me chame de 'Ilyich'." (Nota: Na linguagem soviética, por si só "Ilyich" refere-se por padrão a Vladimir Lênin, e "Apenas me chame de 'Ilyich'" era uma linha de um conhecido poema sobre Lênin, escrito por Mayakovsky.)
- Brezhnev faz um discurso: "Todo mundo no Politburo tem demência. O camarada Pelshe não se reconhece: eu digo 'Olá, camarada Pelshe', e ele responde 'Olá, Leonid Ilyich, mas não sou Pelshe.' Camarada Gromyko é como uma criança – ele pegou meu burro de borracha da minha mesa. E durante o funeral do camarada Grechko – a propósito, por que ele está ausente? – ninguém além de mim convidou uma senhora para um baile quando a música começou a tocar."
- Brezhnev está morrendo; um médico e algum politburo estão presentes na sala. Com seu último suspiro, Brezhnev exige "Traga-me um padre!" e expira. Só o médico ouve isso claramente. Um membro do politburo pergunta ao médico o que Brezhnev disse. O médico responde "Invada o Afeganistão."

Algumas piadas capitalizaram o clichê usado nos discursos soviéticos da época: "Caro Leonid Ilyich".
- O telefone toca, Brezhnev atende: "Olá, aqui é o querido Leonid Ilyich..."

#### Liderança geriátrica
Durante o tempo de Brezhnev, a liderança do Partido Comunista tornou-se cada vez mais geriátrica. Na época de sua morte em 1982, a idade média do Politburo era de 70 anos. O sucessor de Brezhnev, Yuri Andropov, morreu em 1984. Seu sucessor, Konstantin Chernenko, morreu em 1985. Rabinovich disse que não precisou comprar ingressos para os funerais, pois tinha uma assinatura para esses eventos. Como a saúde ruim de Andropov se tornou de conhecimento comum (ele acabou sendo conectado a uma máquina de diálise), várias piadas circularam:
- "O camarada Andropov é o homem mais ligado de Moscou!"
- "Por que Brezhnev foi para o exterior, enquanto Andropov não? Porque Brezhnev funcionava com baterias, mas Andropov precisava de uma tomada." (Uma referência ao marca-passo de Brezhnev e à máquina de diálise de Andropov.)
- "Qual é a principal diferença entre a sucessão sob o regime czarista e sob o socialismo?" "Sob o regime czarista, o poder era transferido de pai para filho, e sob o socialismo – de avô para avô." (Um jogo de palavras: em russo, "avô" é tradicionalmente usado no sentido de "velho".)
- Anúncio da TASS: "Hoje, devido a problemas de saúde e sem recobrar a consciência, Konstantin Ustinovich Chernenko assumiu as funções de Secretário-Geral." (O primeiro elemento da frase é a forma usual das palavras no início dos obituários dos líderes de Estado.)
- Outro anúncio da TASS: "Caros camaradas, é claro que vocês vão rir, mas o Partido Comunista da União Soviética e toda a nação soviética sofreram novamente uma grande perda." A frase "é claro que você vai rir" (вы, конечно, будете смеяться) é um elemento básico do humor e do modo de falar de Odessa, e a piada em si é uma reedição de uma piada de cem anos.[15]
- Quais são os novos requisitos para ingressar no Politburo? Agora você deve ser capaz de andar seis passos sem a ajuda de uma bengala e dizer três palavras sem a ajuda de um papel.

#### Gorbachov
Mikhail Gorbachov era ocasionalmente ridicularizado por sua gramática ruim, mas as piadas da era da perestroika geralmente zombavam de seus slogans e ações ineficazes, sua marca de nascença ("marca de Satanás"), Raisa Gorbachev metendo o nariz em todos os lugares e relações soviético-americanas.
- Em um restaurante:

― Por que as almôndegas são cúbicas?
– Perestroika! (reestruturação)
― Por que elas estão mal cozidas?
― Uskoresniye! (aceleração)
― Por que eles deram uma mordida neles?
— Gospriyomka! (aprovação estadual)
― Por que você está me contando tudo isso tão descaradamente?
– Glasnost! (transparência)
- Um soviético espera na fila para comprar vodca em uma loja de bebidas, mas devido às restrições impostas por Gorbachov, a fila é muito longa. O homem perde a compostura e grita: "Não aguento mais essa espera na fila, ODEIO Gorbachov, estou indo para o Kremlin agora e vou matá-lo!" Após 40 minutos, o homem retorna e abre caminho de volta ao seu lugar na fila. A multidão começa a perguntar se ele conseguiu matar Gorbachov. "Não, cheguei no Kremlin, mas a fila para matar Gorbachov era ainda maior do que aqui!"
- Baba Yaga e Koschei, o Imortal, estão sentados perto da janela da cabana com pernas de frango e vêem Zmey Gorynych voando baixo, grasnando "Perestroika! Uskoreniye!" Baba Yaga: "Esse velho verme estúpido! Já disse a ele para não comer comunistas!"
- Mikhail Gorbachov e sua esposa estavam no trem voltando para a Rússia após uma visita oficial à Alemanha Oriental. Depois de terem viajado um pouco, sua esposa perguntou-lhe: "Onde estamos agora, meu querido Mikhail?" Ele colocou a mão para fora da janela e disse: "Ainda estamos na Alemanha, querida." Várias horas depois, sua esposa perguntou-lhe novamente: "Onde estamos agora?" Ele colocou a mão para fora da janela e respondeu: "Na Polônia". Algum tempo depois, sua esposa perguntou novamente: "Onde estamos agora?" Gorbachov colocou a mão para fora da janela e disse: "Estamos de volta à Rússia." Sua esposa estava curiosa; ela perguntou: "Como você sabe onde estamos apenas colocando a mão para fora da janela?" Ele respondeu: "Quando estendi minha mão na Alemanha, as pessoas a beijaram. Quando estendi minha mão na Polônia, eles cuspiram nela. E quando estendi minha mão na Rússia, eles roubaram meu relógio."
- Uma velha queria falar com Gorbachov. Ela não deixaria o Kremlin por dias até que finalmente Gorbachov concordou em encontrá-la. Quando ela entrou em seu escritório, eles trocaram cumprimentos e ela foi direto ao ponto: "Senhor, o comunismo foi criado por políticos ou cientistas?" "Ora, políticos é claro", ele respondeu. "Isso explica tudo", disse ela. "Os cientistas teriam testado em camundongos primeiro."

### Comitê regional de Washington
- Ronald Reagan acorda com muito frio. Sua esposa pergunta:

- Ronnie, o que aconteceu?
- Minha querida, tive um pesadelo. É o vigésimo sexto congresso do PCUS e Brezhnev diz: "Caros camaradas, ouvimos relatórios sobre a situação nas regiões de Bryansk e Oryol. Agora, vamos ouvir o primeiro secretário do comitê do PCUS de Washington, camarada Reagan." E sabe de uma coisa? Eu não me preparei!

### "A União Soviética é a pátria dos elefantes"
Em sua declaração de glórias nacionais, o governo soviético afirmou em vários momentos, como por meio de publicações do Pravda, ter inventado o avião, a máquina à vapor, o rádio e a lâmpada, e promoveu as reivindicações agrícolas pseudocientíficas de Lysenko como parte da pseudo-história stalinista. Isso foi motivo de piada na frase "Pátria dos Elefantes [ ru]" do início dos anos 1940, afirmando sardonicamente que a União Soviética também foi o berço dos elefantes. Uma anedota de Andrei Sakharov inclui "(1) clássicos do marxismo-leninismo-stalinismo sobre elefantes; (2) Rússia, a pátria dos elefantes, (3) o elefante soviético, o melhor elefante do mundo (4) o elefante bielorrusso, o irmão mais novo do elefante russo."
A piada persistiu na forma de "A Rússia é a pátria dos elefantes" (em russo: Россия – родина слонов.)

### KGB

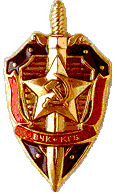
O símbolo da KGB.

Contar piadas sobre a KGB era considerado como puxar o rabo de um tigre.
- Um hotel. Um quarto para quatro com quatro estranhos. Três deles logo abrem uma garrafa de vodca e começam a se conhecer, depois bêbados, depois barulhentos, cantando e contando piadas políticas. O quarto homem tenta desesperadamente dormir um pouco; finalmente, frustrado, ele sai disfarçadamente da sala, desce as escadas e pede à concierge que traga chá para o quarto 67 em dez minutos. Então ele retorna e se junta à festa. Cinco minutos depois, ele se inclina para uma tomada: "Camarada major, um pouco de chá para o quarto 67, por favor." Em poucos minutos, batem à porta e entra a concierge com uma bandeja de chá. A sala fica em silêncio; a festa morre repentinamente e o brincalhão finalmente consegue dormir. Na manhã seguinte, ele acorda sozinho no quarto. Surpreso, ele desce as escadas e pergunta à concierge o que aconteceu com seus companheiros. "Você não precisa saber!" ela responde. "M-mas... mas e quanto a mim?" pergunta o sujeito apavorado. 'Ah, você... bem. . . O camarada major gostou muito da sua piada do chá."
- A KGB, o GIGN (ou em algumas versões da piada, o FBI) e a CIA estão tentando provar que são os melhores em capturar criminosos. O secretário-geral da ONU decide testá-los. Ele solta um coelho em uma floresta, e cada um deles tem que pegá-lo. O pessoal da CIA entra. Eles colocam informantes animais por toda a floresta. Eles questionam todas as testemunhas, de plantas a minerais. Após três meses de extensas investigações, eles concluem que o coelho não existe. O GIGN (ou FBI) entra. Depois de duas semanas sem pistas, eles queimam a floresta, matando tudo nela, inclusive o coelho, e não pedem desculpas: o coelho mereceu. A KGB entra. Eles saem duas horas depois com um urso espancado. O urso está gritando: "Ok! OK! Eu sou um coelho! Eu sou um coelho!"
- Em uma prisão, dois presos estão comparando anotações. "Por que eles prenderam você?" pergunta o primeiro. "Foi um crime político ou comum?" "Claro que foi político. Eu sou um encanador. Eles me convocaram ao comitê distrital do Partido para consertar os canos de esgoto. Eu olhei e disse: 'Ei, todo o sistema precisa ser substituído.' Então eles me deram sete anos."[12]
- Um homem assustado procurou a KGB. "Meu papagaio falante desapareceu." "Esse não é o tipo de caso que lidamos. Vá para a polícia criminal." 'Com licença, é claro que sei que devo ir até eles. Estou aqui apenas para dizer oficialmente que discordo do papagaio."[12]
- A CIA queria enviar um espião para a União Soviética e o espião escolhido tinha qualificações incríveis. Ele era fluente em russo, tinha uma caligrafia cirílica perfeita, um vasto conhecimento da cultura soviética e dos seus maneirismos, sabia preparar refeições típicas soviéticas e manter sua compostura com a barriga cheia de vodca. A missão era a infiltração de longo prazo no Kremlin. O espião foi deixado em um vilarejo remoto onde se aproximou de um homem e disse, em russo perfeito: "Olá, camarada, você pode me dizer em que direção fica Moscou?" O homem olhou para ele e entrou. Em minutos, a KGB estava invadindo o vilarejo e prendendo o espião. Durante o interrogatório, os funcionários da KGB disseram: "Pare com isso, sabemos que você é um espião americano." O espião ficou perplexo por eles (especialmente o homem da aldeia) serem capazes de dizer tão rapidamente, mas tentou manter o fingimento o máximo que pôde. Quando ele finalmente quebrou, ele disse: "Tudo bem, tudo bem, eu sou um espião. Eu direi o que você quiser, mas, por favor, diga-me como você sabia que eu era um espião porque dediquei toda a minha vida a aperfeiçoar meu caráter soviético." O funcionário disse: "Você é negro".

Algumas piadas e outros tipos de humor capitalizaram o fato de que os cidadãos soviéticos estavam sob vigilância da KGB mesmo quando estavam no exterior:
- Um quarteto de violinistas retorna de uma competição internacional. Um deles foi homenageado com a oportunidade de tocar um violino Stradivarius e não pára de se gabar. O violinista que veio nos últimos grunhidos: "O que há de tão especial nisso?" O primeiro pensa por um minuto: "Deixe-me colocar desta forma: imagine que você teve a chance de disparar alguns tiros da Mauser de Dzerzhinsky..."[20][21]
- Um atleta inglês, um atleta francês e um atleta russo estão todos no pódio de medalhas nos Jogos Olímpicos de Verão de 1976 conversando antes da cerimônia das medalhas. “Não me interpretem mal”, diz o inglês, “ganhar uma medalha é muito bom, mas ainda sinto que o maior prazer da vida é chegar em casa depois de um longo dia, colocar os pés para o alto e tomar uma boa xícara de chá”. "Seu inglês", bufa o francês, "você não tem senso de romance. O maior prazer da vida é sair de férias sem sua esposa e conhecer uma linda garota com quem você tem um caso de amor apaixonado antes de voltar para casa para trabalhar." "Vocês dois estão errados", zomba o russo. "O maior prazer da vida é quando você está dormindo em casa e a KGB arromba sua porta às 3 da manhã, invade seu quarto e diz: 'Ivan Ivanovitch, você está preso', e você pode responder 'Desculpe camarada, Ivan Ivanovitch mora ao lado'."

### Vida soviética diária
- A polícia soviética anunciou um toque de recolher às 19h. Às 18h30, um policial percebe alguém do lado de fora e atira nele. Seu colega policial pergunta: "Por que você atirou nele? Ele tinha mais 30 minutos até as 7:00!" O policial respondeu: "Eu sei onde ele mora, ele nunca teria chegado a tempo."
- Sobre o cachorro-quente americano: "Na Rússia, não comemos essa parte do cachorro". Contado pelo emigrado soviético Yakov Smirnoff.
- P: O que é mais útil – jornais ou televisão? R: Jornais, claro. Você não pode embrulhar arenque em uma TV. (Variação: "Você não pode limpar sua bunda com uma TV" – uma referência à escassez de papel higiênico na URSS, que obrigou as pessoas a usarem jornais.)
- "Nós fingimos que trabalhamos e eles fingem que pagam." (A piada sugere baixa produtividade e salários de nível de subsistência dentro da economia soviética.)
- Cinco preceitos da intelligentsia soviética (intelectuais):
  - Não pense.
  - Se você pensa, então não fale.
  - Se você pensa e fala, então não escreva.
  - Se você pensa, fala e escreve, então não assine.
  - Se você pensa, fala, escreve e assina, então não se surpreenda.
- Uma reunião regional do Partido Comunista é realizada para comemorar o aniversário da Grande Revolução Socialista de Outubro. O Presidente faz um discurso: "Caros camaradas! Vejamos as espantosas conquistas do nosso Partido depois da revolução. Por exemplo, a Maria aqui, quem era ela antes da revolução? Uma camponesa analfabeta; ela tinha apenas um vestido e nenhum sapato. E agora? É uma leiteira exemplar conhecida em toda a região. Ou olhe para Ivan Andreev, ele era o homem mais pobre desta aldeia; ele não tinha cavalo, nem vaca e nem mesmo um machado. E agora? Ele é um motorista de trator com dois pares de sapatos! Ou Trofim Semenovich Alekseev - ele era um brigão desagradável, um bêbado e um vagabundo sujo. Ninguém confiaria nele tanto quanto um monte de neve no inverno, pois ele roubaria qualquer coisa em que pusesse as mãos. E agora ele é secretário do Comitê Regional do Partido!"[12]

Algumas piadas ridicularizaram o nível de doutrinação no sistema educacional da União Soviética:
- "Minha esposa frequenta a escola de culinária há três anos." / "Ela deve cozinhar muito bem agora!" / "Não, até agora eles só falaram um pouco sobre o XX Congresso do PCUS."

Muitas piadas zombam da escassez permanente em várias lojas.
- Um homem entra em uma loja e pergunta: "Por acaso você não tem peixe, não é?" O balconista responde: "Você entendeu errado - a nossa loja é um açougue. Não temos carne. Você está procurando a peixaria do outro lado da rua. Lá eles não têm peixe!"
- Um americano e um soviético morreram no mesmo dia e foram juntos para o inferno. O Diabo lhes disse: "Você pode escolher entrar em dois tipos diferentes de inferno: o primeiro é o estilo americano, onde você pode fazer o que quiser, mas apenas com a condição de comer um balde de estrume todos os dias; o segundo é o inferno de estilo soviético, onde você TAMBÉM pode fazer o que quiser, mas apenas com a condição de comer DOIS baldes de estrume por dia." O americano escolheu o inferno ao estilo americano, e o homem soviético escolheu o estilo soviético. Alguns meses depois, eles se encontraram novamente. O soviético perguntou ao americano: "Oi, como vai você?" O americano disse: "Estou bem, mas não aguento o balde cheio de esterco todos os dias. E você?" O soviético respondeu: "Bem, eu também estou bem, só que não sei se faltou estrume ou se alguém roubou todos os baldes."
- "O que acontece se o socialismo soviético chegar à Arábia Saudita? Primeiros cinco anos, nada; então uma escassez de petróleo." (Variação: "... então falta de areia.")

Um subgênero do tipo de piada mencionado acima visa longas filas de inscrição para certas mercadorias, com tempos de espera que podem ser contados em anos, em vez de semanas ou meses.
- "Pai, posso ficar com as chaves do carro?" / "OK, mas não os perca. Teremos o carro em apenas sete anos!"
- "Quero me inscrever na lista de espera de um carro. Quanto tempo é?" / "Precisamente dez anos a partir de hoje." / "Manhã ou tarde?" / "Ora, que diferença isso faz?" / "O encanador deve chegar de manhã."

A piada acima foi mencionada várias vezes pelo presidente dos Estados Unidos, Ronald Reagan.

## Rússia Moderna

### Boris Yeltsin
Boris Yeltsin presidiu a destruição e venda de muitas empresas estatais e um aumento substancial da corrupção, que se tornou alvo de piadas.
- Um homem dirige até o Kremlin e estaciona o carro do lado de fora. Quando ele está saindo, um policial se apressa e diz: "Você não pode estacionar aí! É logo embaixo da janela de Yeltsin!" O homem parece perplexo por um segundo, mas depois sorri e responde calmamente: "Não precisa se preocupar policial, fiz questão de trancar o carro."
- P: O que o capitalismo realizou em um ano que o comunismo não conseguiu em setenta anos? R: Fazer o comunismo parecer bom.[22]

### Vladimir Putin
"Putin está dando uma entrevista coletiva. O primeiro jornalista se levanta: – Sou do Washington Post. O que você diz sobre as valas comuns e o desrespeito aos direitos humanos na Chechênia? Putin: – Próxima pergunta. O segundo jornalista se levanta: – Eu sou do Daily Mirror. É verdade que existem campos de concentração na Chechênia e que neles todos os dias são assassinados cidadãos pacíficos? Putin: – Próxima pergunta, por favor. O terceiro jornalista se levanta: – Sou do Süddeutsche Zeitung. Por favor, esclareça o que está acontecendo atualmente no Estreito de Kerch, se Tuzla é um istmo ou uma ilha e por que os russos estão construindo um aterro lá. Putin pensa um pouco, depois olha para o primeiro jornalista: – O que você perguntou sobre a Chechênia?"
Muitos traçam paralelos entre Vladimir Putin e Josef Stalin: seus oponentes o fazem acusadoramente, enquanto os neo-stalinistas o fazem com orgulho. Muitas piadas sobre ex-líderes soviéticos são recontadas sobre Putin:
- Stalin aparece para Putin em um sonho e diz: "Tenho dois conselhos para você: mate todos os seus oponentes e pinte o Kremlin de azul." Putin pergunta: "Por que azul?" Stalin: "Eu sabia que você não faria objeções ao primeiro."[9]

Desde pelo menos 2015, é comum na Rússia fazer piada sobre a "batalha entre a televisão e a geladeira (битва холодильника с телевизором)". Isso se refere ao equilíbrio entre a mídia estatal e as condições reais de vida na Rússia: se a propaganda estatal na TV é capaz de superar a presença de geladeiras vazias.
Após o início da invasão russa da Ucrânia em 2022, muitas piadas começaram a circular online sobre a guerra e os resultados bastante decepcionantes do exército russo em comparação com as expectativas estabelecidas pela propaganda estatal:
- "De acordo com Putin, a pequena Ucrânia não é páreo para a nossa enorme Rússia e forças armadas. Qual é a situação agora?" / "A Rússia perdeu 15.000 soldados, 6 generais, 500 tanques, 3 navios, 100 aviões e 1.000 caminhões. A Ucrânia ainda não fez nada."
- Sob as ordens do Comitê Estatal de Supervisão da Mídia, a próxima edição de "Guerra e Paz" será renomeada como "Operação Especial e Traição".
- “Agora estamos entrando no dia 384 da operação militar especial para tomar Kiev em dois dias.”